# Height of the Wave
Pour plus de détails, voir Fiche technique et Distribution.
Height of the Wave (파고, Pago) est un film sud-coréen réalisé par Park Jung-bum, sorti en 2019.

## Synopsis
Yeon-soo vit dans un village insulaire avec sa fille adolescente. Policière, elle enquête sur deux hommes qu'elle soupçonne d'avoir forcé une mineure à se prostituée. Mais le maire entrave son travail pour ne pas ternir la réputation touristique de sa ville.

## Fiche technique
- Titre : Height of the Wave
- Titre original : 파고 (Pago)
- Réalisation : Park Jung-bum
- Scénario : Kim Min-gyeong
- Musique : Yang Jeong-won
- Photographie : Park Jong-cheol
- Montage : Jo Hyun-joo
- Production : Oh Ji-yoon
- Société de production : Secondwind Film et Studio Dragon
- Pays :  Corée du Sud
- Genre : Drame et policier
- Durée : 89 minutes
- Dates de sortie : 
  -  Corée du Sud : mai 2019 (Festival international du film de Jeonju)

## Distribution
- Lee Seung-yeon : Yeon-soo
- Lee Yeon : Ye-eun
- Choi Eun-seo
- Park Yeong-deok
- Shin Yeon-sik
- Park Jung-bum
- Ryu Hae-joon : Seong-dae

## Distinctions
Le film a été présenté dans plusieurs festivals :
- Festival international du film de Locarno 2019 : Prix spécial du jury[1]
- Festival des 3 Continents 2019 : Sélection officielle en compétition
- Festival Black Movie de Genève : Sélection officielle en compétition[1]